# José Domingo Barrera
José Domingo Barrera (Pergamino, 20 de junio de 1947-Junín, 22 de abril de 2023) fue un boxeador y entrenador argentino.

## Carrera profesional
José Domingo Barrera nació en Pergamino el 20 de junio de 1947, para posteriormente fijar residencia en Junín, ciudad donde desarrolló su carrera profesional.
El 16 de enero de 1970, a los 22 años, debutó en el boxeo enfrentando al pugilista peruano Carlos Chávez, venciendo por puntos en un combate a diez asaltos, celebrado en la ciudad de Pergamino.
El 13 de febrero de 1970, se midió contra Armando Marchissio, boxeador proveniente de la provincia de Córdoba. Marchissio logró vencer a Barrera por nocaut en el sexto de diez asaltos. Más tarde, Barrera terminó venciendo a Marchissio en lo que fue la revancha, sumando luego la que sería su última victoria al derrotar a Luis Alberto Bustabas.
La pelea más notoria de su carrera se celebró el 27 de mayo de 1970, cuando Barrera se enfrentó a Mario Guilloti, púgil oriundo de la ciudad de Chacabuco que residía también en Junín. La contienda, pactada a ocho asaltos, se organizó en el Estadio Luna Park de Buenos Aires. Guilloti venció a Barrera por nocaut técnico en el octavo y último asalto.
El 14 de diciembre de 1979, Barrera se enfrentó al chaqueño Irineo Claudio Cabrera, perdiendo por puntos en la que sería su última pelea.
Ya retirado, dedicó su tiempo a entrenar a su hijo Daniel Omar "Lelé" Barrera, así como a otros boxeadores locales.
Como profesional, Barrera disputó un total de doce combates, ganando tres y perdiendo nueve, cinco de los cuales se definieron por la vía del nocaut.

## Muerte
José Domingo Barrera falleció el 22 de abril de 2023 a los 75 años, en Junín.

## Récord profesional
| 12 combates, 3 victorias, 9 derrotas |                        |            |         |            |                                  |
| Resultado                            | Oponente               | Resolución | Asalto  | Fecha      | Disputado en                     |
| Victoria                             | Carlos Chávez          | PTS        | 10 (10) | 16/01/1970 | Pergamino                        |
| Derrota                              | Armando Marchissio     | TKO        | 6 (10)  | 13/02/1970 | Junín                            |
| Victoria                             | Armando Marchissio     | PTS        | 10 (10) | 17/04/1970 | Junín                            |
| Victoria                             | Luis Alberto Bustabas  | PTS        | 10 (10) | 08/05/1970 | Junín                            |
| Derrota                              | Mario Omar Guilloti    | RTD        | 8 (8)   | 27/05/1970 | Estadio Luna Park (Buenos Aires) |
| Derrota                              | Ramón Méndez           | RTD        | 9 (10)  | 08/07/1970 | Junín                            |
| Derrota                              | Oscar A. González      | PTS        | 10 (10) | 05/05/1972 | Junín                            |
| Derrota                              | Oscar Raimundo         | PTS        | 10 (10) | 19/08/1972 | Rufino                           |
| Derrota                              | Oscar Raimundo         | PTS        | 10 (10) | 23/09/1972 | Rufino                           |
| Derrota                              | Oscar Raimundo         | RTD        | 9 (10)  | 16/11/1972 | Pergamino                        |
| Derrota                              | Francisco S. Fernández | TKO        | 9 (10)  | 09/02/1973 | Pergamino                        |
| Derrota                              | Irineo Claudio Cabrera | PTS        | 10 (10) | 14/12/1979 | Junín                            |